# MÁV VIII
Die MÁV VIII waren Gepäcklokomotiven (Dampftriebwagen) der MÁV.
Die MÁV entschloss sich 1880 dem Zug der Zeit folgend, einen Dampftriebwagen System Elbel für Versuchszwecke in Floridsdorf zu beschaffen. Der Triebwagen wurde auf der Strecke Vrpolje–Šamac in Kroatien nahe der bosnischen Grenze eingehend erprobt, ehe 1884 zwei weitere Fahrzeuge für dieselbe Strecke und drei Exemplare für Aranyosgyéres–Torda in Siebenbürgen bestellt wurden.
Da auf der Strecke Vrpolje–Šamac bald stärkere Maschinen erforderlich waren, wurden die drei dort stationierten Fahrzeuge ab 1907 im Verschub bei den Hauptwerkstätten in Budapest-Istvantelek, Temesvár und Debrecen eingesetzt.
1912 wurden auch die anderen drei Maschinen in Kolozsvar abgestellt bzw. als Reserve eingeteilt. Der nunmehr als 150,005 bezeichnete Dampftriebwagen wurde 1915 ausgemustert, die 150,001 und 004 wurden bis 1918 ebenfalls kassiert. Der 150,002 und 006 kamen nach 1918 zur CFR. Der verbliebene 150,003 wurde 1922 ausgemustert.